# Câmpani
Câmpani è un comune della Romania di 2 573 abitanti, ubicato nel distretto di Bihor, nella regione storica della Transilvania.
Il comune è formato dall'unione di 5 villaggi: Câmpani, Fânațe, Hârsești, Sighiștel e Valea de Sus.